# KaosTV
KaosTV er en dansk tv-station og et uafhængigt medieproduktionsselskab baseret i København. Indtil 1. januar 2014 producerede KaosTV to timers ugentlige udsendelser til Kanal Hovedstaden og havde i perioden 2007-2009 sendetid på Kanal København. Siden 2014 opererer KaosTV som web-tv-station med egen hjemmeside og YouTube-kanal.
KaosTVs formål er ifølge foreningens vedtægter at: “Vise hvad ingen andre gør. Fremme lokale ukendte og alternative initiativer ved dækning. Have en åben tv-station for folket. Inspirere til at lave tv i stedet for at se det. Lave alt bedre, billigere og sjovere!”

## Historie
Tv-stationen KaosTV blev grundlagt i 2007. Indledningsvis sendte KaosTV to timers ugentligt tv torsdag aften fra 23-01 på Kanal København og siden 2009 kl. 0.30-2.30 på Kanal Hovedstaden natten til fredag. I januar 2014 mistede KaosTV sin sendetid på Kanal Hovedstaden og har siden fungeret som web-tv-station gennem hjemmesiden kaostv.dk og YouTube-kanalen KAOSTVDK.
Gennem årene har KaosTV haft skiftende lokaler, bl.a. studier i Folkets Hus, i Hermodsgade på Nørrebro, på Bolsjefabrikken Lærkevej 11 i København NV samt i Snaregade i indre by.

## KaosTV i pressen
I 2009 leverede KaosTV bevismateriale til den såkaldte "Perlesag", hvor en betjent stod anklaget for at kalde en 26-årig dansk-palæstinenser “perker” under en anholdelse ved en Gaza-demonstration i København. Lydfilen fra KaosTV's journalist blev analyseret af akustikfirmaet DELTA, og statsadvokaten konkluderede efterfølgende, at der på optagelsen blev sagt: “Kan du fatte det perle? Kan du fatte det?”
I november 2012 blev en tidligere KaosTV-medarbejder under stor mediebevågenhed smidt ud fra statsminister Helle Thorning-Schmidts pressemøde. Manden havde anvendt pressekort fra KaosTV til at skaffe sig adgang til Christiansborg og blev eskorteret ud af vagter efter højlydt at have beklaget sig over andre journalisters spørgsmål til statsministerens verserende skattesag. Manden overdrog desuden en seddel til statsministeren, hvor han bl.a. udtrykte ønske om at overtage magten i kongeriget Danmark. Medstifter af KaosTV, Ole Henriksen, udtalte overfor TV2, at manden på tidspunktet ikke havde haft kontakt med KaosTV i to et halvt til tre år.